# كارل ريغر
كارل ريغر (بالألمانية: Karl Reger)‏ (و. 1930  م) هو كاهن كاثوليكي ألماني.

## مناصب
تولى منصب أسقف مساعد ‏ (7 فبراير 1987–15 مارس 2006)
- أسقف عنواني  [لغات أخرى]‏ (7 فبراير 1987–15 مارس 2006)
- أسقف كاثوليكي (منذ 7 فبراير 1987).